# Astacilla longicornis
Astacilla longicornis är en kräftdjursart som först beskrevs av Sowerby 1806.  Astacilla longicornis ingår i släktet Astacilla och familjen Arcturidae. Arten är reproducerande i Sverige. Inga underarter finns listade i Catalogue of Life.